# Vilhelm Kyhn
Peter Vilhelm Carl Kyhn, (30 mars 1819 — 11 mai 1903) est un peintre de paysages danois qui appartient à la génération des peintres nationalistes romantiques immédiatement après l'Âge d'or danois et avant le Det Moderne Gennembrud (en). Même s'il a survécu à nombre de ses pairs artistiques durant plusieurs décennies, il est resté un traditionaliste et a exprimé de vives critiques concernant la plupart des nouvelles tendances de la peinture de son époque.
Kyhn a également joué un rôle comme éducateur, créant plusieurs écoles d'art alternatives, dont une école de peinture pour femmes où a entre autres étudié Anna Ancher, Marie Luplau et Emilie Mundt.

## Biographie

### Enfance et formation
Kyhn est né à Copenhague de Carl Gottlieb Kyhn et Sara Marie. Son père ne veut pas qu'il devienne artiste et il commence par travailler comme employé dans des bureaux. Puis, en guise de compromis, il est autorisé à étudier la gravure sur cuivre avec Georg Hoffmann. Il apprend à faire des vignettes, une compétence qui lui sera utile plus tard quand il produira des gravures de plus grand format.
Il entre à l'Académie royale des beaux-arts du Danemark en 1836. Puis il intègre la section de peinture sur modèle vivant et d'anatomie en 1840, où il est influencé par le classicisme des enseignants Christoffer Wilhelm Eckersberg, père de l'Âge d'or danois, et J. L. Lund. Il est également influencé par Niels Lauritz Høyen (en), un autre professeur de l’académie ainsi qu'un important critique d'art et historien de l'art. N. F. S. Grundtvig fut également une grande source d'inspiration dans son virage vers le nationalisme romantique.

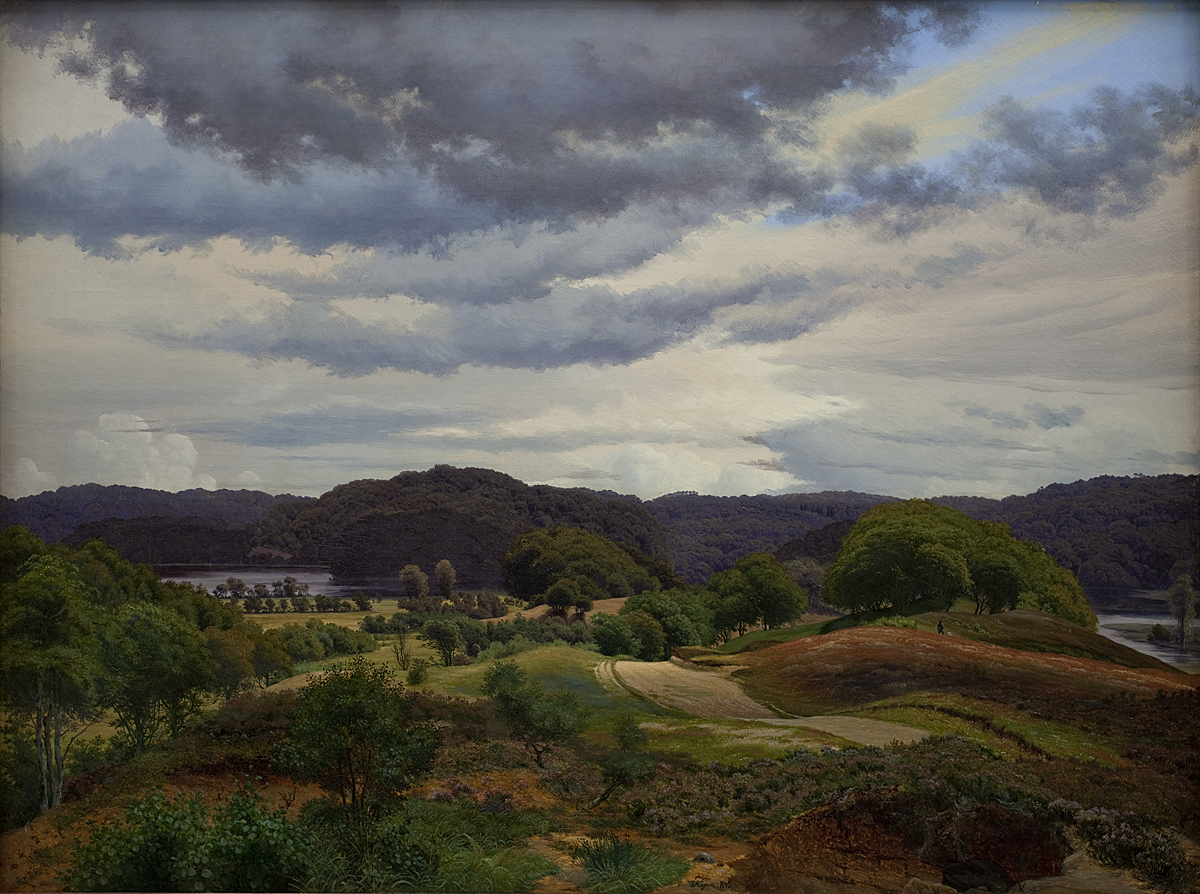
Paysage du Jutland, peint par Kyhn en 1845 près de Silkeborg et exposé à Charlottenborg en 1845.

Kyhn remporte en 1843 une médaille d'argent pour un dessin académique mais il tourne ensuite vers la peinture de paysages. À cette époque, les paysages danois commencent à être une nouvelle source d'inspiration pour les artistes danois. Kyhn prend part à ce mouvement et expose son premier paysage, Et bornholmsk Strandparti (Une vue de la plage de Bornholm). Ce tableau a été acheté par la Collection royale danoise de peinture (Statens Museum for Kunst), puis plus tard prêté à l'ARoS Aarhus Kunstmuseum.
En 1845, Kyhn remporte un prix lors du Neuhausenske Konkurs avec le tableau Landskab, hvori Foraaret karakteriseres (Paysage de printemps).

### Voyage d'étude à l'étranger

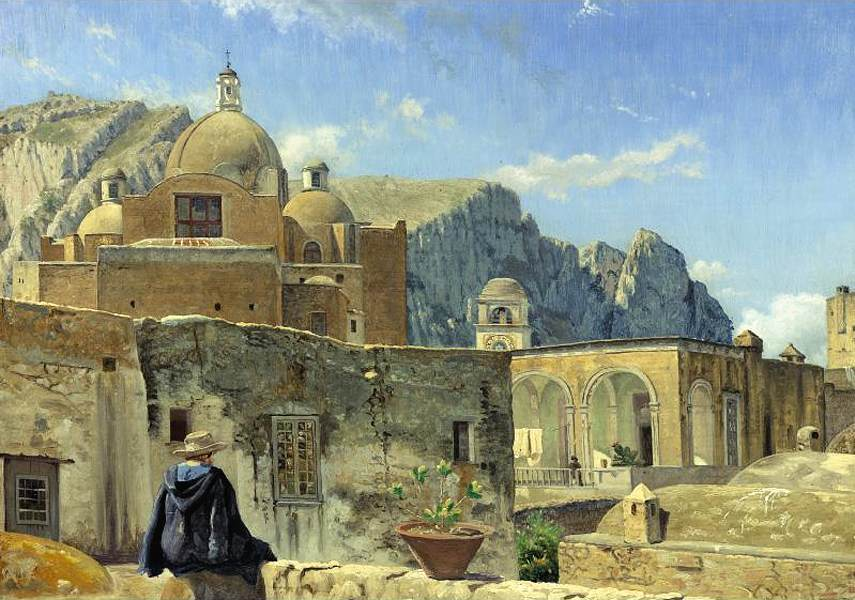
Jeune garçon assis sur un mur surplombant Capri, un des tableaux que Kyhn peignit durant ses voyages.

Après quelques années de travail assidu à peindre des paysages au Jutland et dans le Nord du Seeland, Kyhn commence à chercher une bourse de voyage ; il s'en voit attribuer une en 1848. Il repousse cependant son voyage jusqu’au printemps 1850 à cause des révolutions européennes de 1848 qui font du Danemark, le 5 juin 1849, une monarchie constitutionnelle.
Il voyage aux Pays-Bas, en Belgique et à Paris au printemps 1850 et atteint l'Italie en septembre de la même année. L'année suivante il obtient une prolongation de sa bourse. Il a peint relativement peu de paysages des pays qu'il a traversé, et uniquement lorsqu'il y résidait.

### Peintures de paysages nationalistes romantiques
De retour au Danemark en juin 1851, Kyhn recommence à peindre des paysages. Les tableaux que Niels Lauritz Høyen (en) acheta à Kyhn montrent un bon développement de son style. Sa technique de peinture de paysages s'améliore avec le temps comme dans la scène hivernale Kystparti ved Taarbæk (Vue de la côte près de Taarbæk) ou dans Udsigt over det flade Land ved Bjærgelide (Vue sur la plaine près de Bjærgelide) peints en 1858. Les plaines du Jutland dans ce tableau n'étaient pas un sujet populaire à cette époque. Il ouvrit la voie aux autres artistes pour peindre des paysages danois par excellence.
En tant que graveur, Kyhn est l'une des forces motrices de la création de l'Union danoise des aquafortistes (Den danske Radeerforening) en 1853. 

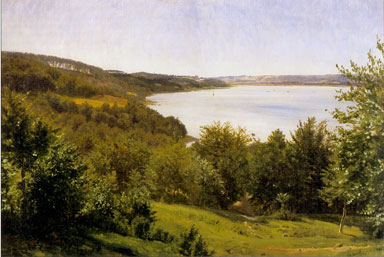
Vue sur le Fjord Vejle, 1854

Après 1863, il peint plusieurs scènes captant la lumière spécifique des soirées d'été du Danemark, par exemple l’atmosphérique Efter solnedgang i udkanten af en landsby (Après le coucher de soleil aux abords d'un village) peint en 1863 et Sildig Sommeraften ved Himmelbjærget (Soirée de fin d'été près de Himmelbjerget) peint en 1874. Ces deux tableaux font partie des collections du musée national du Danemark.
Il peint plusieurs paysages près de Silkeborg et passe ses étés à partir de 1873 à Himmelbjerg, un des lieux les plus hauts du Danemark. C'est probablement là que Kyhn commence à expérimenter la peinture sur le motif[Information douteuse].

### Opposition à l'internationalisme et conflits avec l'Académie
À partir des années 1850, Kyhn enseigne à l’école de Dessin et à l'école de Peinture. Il devient membre de l’Académie danoise en 1870. Il a été membre du Comité du Salon du Charlottenborg de 1873 à 1888 et du Comité de l’exposition universelle de Paris en 1877-1878. Il voyage en Suède en 1866 et en 1874, en Norvège en 1873 et 1874 et à Skagen en 1877.
En tant qu'artiste nationaliste, les « artistes blonds » comme ils étaient appelés, il est exclu de l'Académie et ne peut plus vendre ses œuvres au Kunstforeningen (en) sur Gammel Strand (en).
En réaction et en opposition à l'internationalisme de plus en plus présent chez les jeunes artistes danois qui choisissent de se rendre en France dans le cadre de leurs études, et en opposition à l'effet de cet enseignement français sur l’art danois, Kyhn envoie une œuvre à Paris en 1876. Cette œuvre est une défense de l'art national danois et de l'école de peinture Eckersberg. Il voyage à Paris en 1878 où cette œuvre est exposée lors de l'Exposition Universelle. Il démissionne de l’Académie en 1882 pour protester contre la promotion des œuvres de Peder Severin Krøyer et de Theodor Philipsen.
Son travail est exposé lors de la Première Exposition internationale d'art à Vienne, en 1882. Kyhn est sélectionné comme membre de l'assemblée plénière de l'Académie[Laquelle ?] en 1887.

### École alternatives de peinture

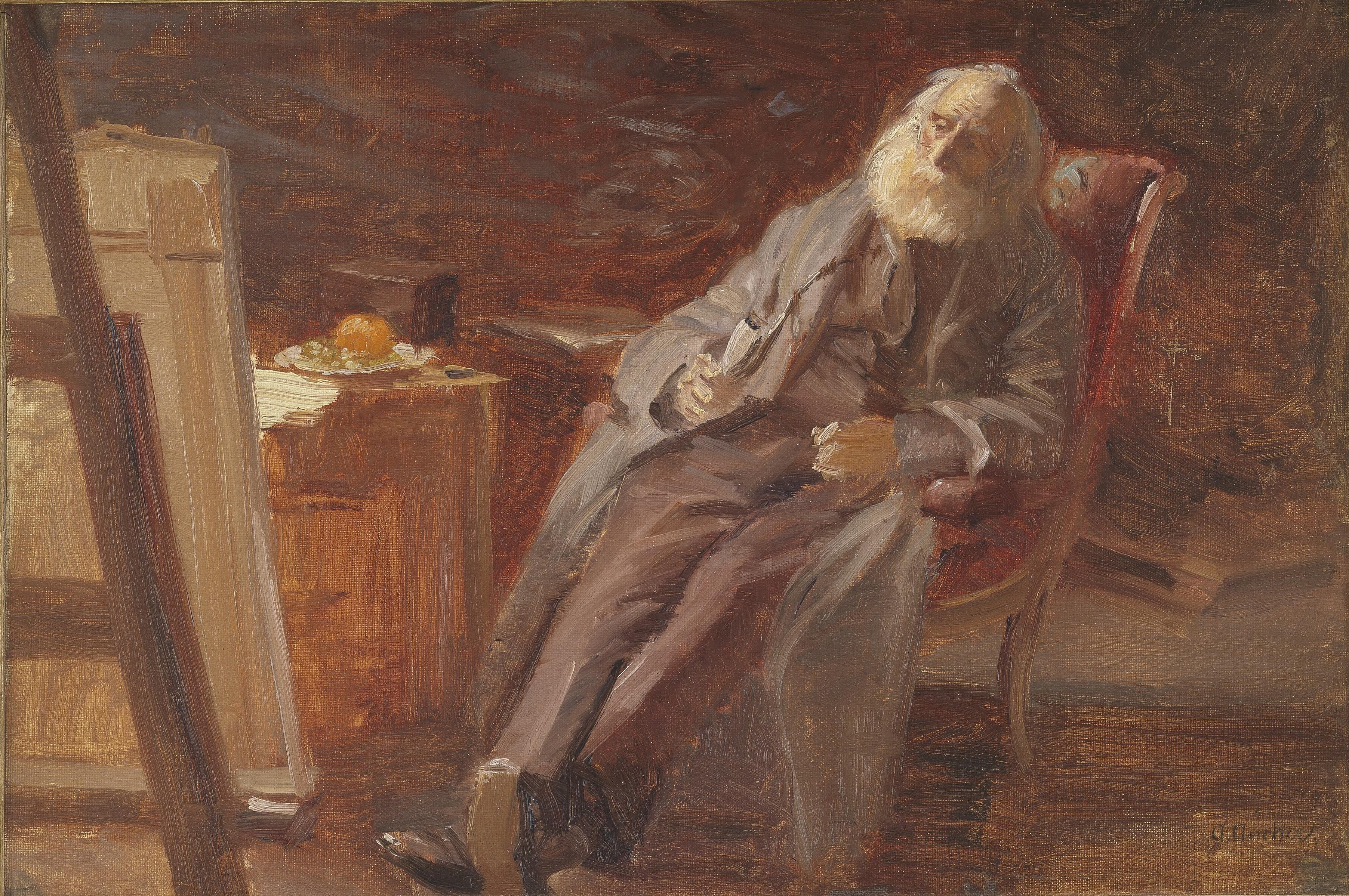
Le Peintre Vilhelm Kyhn fumant sa pipe, par Anna Ancher, son étudiante la plus connue de l'École de peinture pour femmes

Durant la période 1871-1879, l'atelier de Kyhn devient un lieu de rassemblement pour un groupe de jeunes artistes insatisfaits et d'étudiants de l'Académie danoise, appelé les Huleakademiet, ce qui conduit à la formation en 1882 de la Kunstnernes Frie Studieskoler (École alternatives de peinture).
Durant cette période, entre 1865 et 1895, il gère également la Tegneskolen for Kvinder (l'école de peinture pour femmes), les femmes n'avaient à l’époque pas accès à l’académie. Plus de soixante-quinze femmes furent formées par lui dont Anna Ancher, Johanne Krebs, Emilie Mundt, Marie Luplau et Emmy Thornam.
Il reçoit la médaille de bronze lors de l’Exposition universelle de 1900 à Paris.

## Vie privée
Kyhn se marie avec Pauline Petrine Leisner le 11 septembre 1853. Son fils Svend Carl, né en 1862, devient un peintre de paysages et d'intérieurs prometteur mais il meurt en 1890. Sa femme meurt en 1894. 
Il meurt à Frederiksberg le 11 mai 1903 à 84 ans.